# Ceriscoides imbakensis
Ceriscoides imbakensis là một loài thực vật có hoa trong họ Thiến thảo. Loài này được Azmi mô tả khoa học đầu tiên năm 2003.